# Antilissus asper
Antilissus asper is een keversoort uit de familie somberkevers (Zopheridae). De wetenschappelijke naam van de soort werd in 1879 gepubliceerd door David Sharp.